# Бобкі
Бобкі (пол. Bobki) — село в Польщі, у гміні Ґарбатка-Летнисько Козеницького повіту Мазовецького воєводства.
У 1975-1998 роках село належало до Радомського воєводства.